# Strzelce Krajeńskie
Strzelce Krajeńskie [ˈstʂɛlt͡sɛ kraˈjɛɲskʲɛ], tyska: Friedeberg (Neumark), är en stad i västra Polen, belägen i Lubusz vojvodskap, 26 km nordost om Gorzów Wielkopolski. Tätorten har 10 173 invånare (2013) och är centralort i en stads- och landskommun med sammanlagt 17 420 invånare. Staden är dessutom administrativt säte för distriktet Powiat strzelecko-drezdenecki.

## Historia
Orten uppstod som en slavisk by, Strzelecz, under tidig medeltid. Markgreven Konrad I av Brandenburg erhöll 1254 Santoks borglän i hemgift från hertigen Przemysł I av Storpolen, i samband med giftermålet mellan Przemysłs dotter och Konrad. Markgreven lät uppföra en borg på platsen, som senare förstördes av Przemysłs trupper 1272. Före 1286 gavs orten stadsrättigheter av markgreven och gavs det tyska namnet Friedeberg, möjligen döpt efter en adelsfamilj i markgrevens följe. Staden anlades enligt ett rutnät, omgärdad av en cirkulär ringmur, och befolkades huvudsakligen av inflyttade sachsiska bosättare. Handeln blomstrade under 1300-talet, då staden erhöll omfattande rätt att bedriva fri sjöfart på Noteć och Warta.

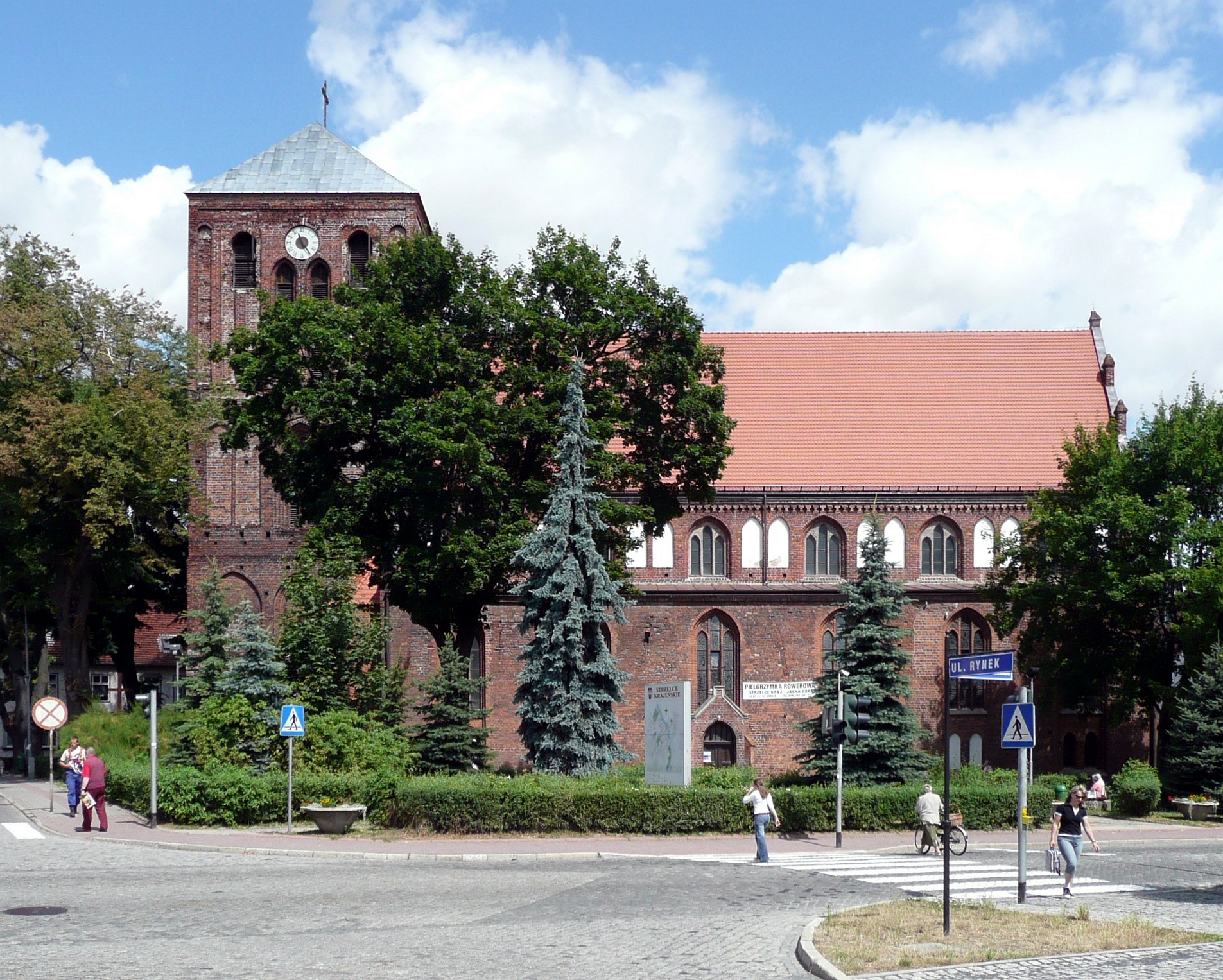
Mariakyrkan från 1400-talet.

Under 1400-talet gick stadens ekonomi tillbaka, då de brandenburgska kurfurstarna intresserade sig mindre för Neumarks utveckling och istället sålde området till Tyska orden 1402. Staden drabbades av maktvakuumet och plundrades av anfallande grannar flera gånger, bland annat av husiterna 1433 då staden till stora delar förstördes.
Även under trettioåriga kriget brändes staden av kejserliga trupper, och befolkningen sjönk till endast en femtedel av invånarantalet före krigsutbrottet. Från 1717 var staden garnisonsstad i Preussen och torrläggningen av Notećdalen inleddes, vilket ledde till ett nytt ekonomiskt uppsving. På grund av det strategiska läget vid landsvägen mellan Berlin och Königsberg ockuperades staden under sjuårskriget av Ryssland. Under 1700-talet etablerade sig väverier, bryggerier, skomakare och från 1781 även ammunitionsfabriker i staden.
Från 1816 blev staden huvudort i Landkreis Friedeberg in der Neumark i Regierungsbezirk Frankfurt i provinsen Brandenburg. Staden kunde dra ekonomisk nytta av sitt läge vid den stora öst-västliga landsvägen. Den stora östra stambanan drogs dock sex kilometer söder om staden, så att staden först 1897 fick en smalspårig järnvägsanslutning. Detta bidrog till att staden behöll en relativt lantlig karaktär, dominerad av hantverk och mindre industrier, även under industrialiseringsepoken. År 1938 drogs de administrativa gränserna om så att staden 1938-1945 tillhörde provinsen Pommern. Vid den sista tyska folkräkningen 1939 hade staden omkring 6 100 invånare.
Staden intogs 29 januari 1945 av Röda armén utan större strider men brändes ned till omkring 80 procent. Staden tillföll vid krigsslutet Folkrepubliken Polen enligt Potsdamöverenskommelsen. Den kvarvarande tyska befolkningen fördrevs över den nya gränsen. Staden återbefolkades under åren efter kriget av polska, ukrainska och lemkiska bosättare och flyktingar. År 1946 döptes staden av de polska myndigheterna om till Strzelce Krajeńskie, syftande på ortens historiska polska namn.

## Kultur och sevärdheter
Mariakyrkan uppfördes 1433 och ersatte den av husiterna nedbrända stadskyrkan från 1200-talet. Tornet byggdes om i barockstil 1697. Kyrkan brann 1945 och återuppfördes mellan 1971 och 1973. 
Av den medeltida stadsmuren finns drygt en kilometer av den upp till åtta meter höga stenmuren bevarade, samt den gotiska Kvarnporten.